# Karneval (1961)
Karneval är en svensk svartvit dramafilm från 1961 i regi av Lennart Olsson. I rollerna ses bland andra Bibi Andersson, Gerd Andersson och Gunnar Hellström. Filmen var Olssons debut som regissör.

## Om filmen
Inspelningen ägde rum 1960 i Filmstaden Råsunda efter ett manus av Kjell Grede. Fotograf var Lasse Björne och filmen klipptes samman av Oscar Rosander. Originalmusik komponerades av Erik Nordgren, Bengt Hallberg och Gösta Theselius. Filmen premiärvisades den 27 februari 1961 på biograf Röda Kvarn i Stockholm. Den var 96 minuter lång och tillåten från 15 år.

## Handling
Systrarna Monika och Nadja är båda balettdansare och varandras konkurrenter. Nadja får en roll i uppsättningen av baletten Karneval, medan Monika ställs utanför. Monika lämnar dansen och gifter sig, men inser en tid in i äktenskapet att hon är olycklig och längtar tillbaka till baletten.

## Rollista
- Bibi Andersson – Monika, balettdansös
- Gerd Andersson – Nadja, Monikas syster, balettdansös
- Gunnar Hellström – Gösta Nordström, balettmästare
- Alf Kjellin – Ragnar Ennart, affärsman
- Hugo Björne – J.P. Ennart, Ragnars far
- Gun Jönsson – Yvonne
- Christina Lundquist – Ulla
- Maud Hansson – Lena
- Ann-Marie Adamsson – Birgitta
- Inger Juel – Anette
- Axel Düberg – Richard
- Lars Lind	– Tommy
- Ann-Margret Rickman – Margit
- Birger Lensander – nattvakten
- Bo Söderman – Göran
- Thor Hartman – Erik
- Per Olof Eriksson	– Acke
- Nisse Winqvist – Tord
- Wiveka Ljung – dansös
- Tyyne Talvo – dansös
- Berit Sköld – dansös
- Katarina Eriksson – dansös
- Annie Gallie – dansös
- Inger Mauritzon – dansös
- Eva Deckner – dansös
- Sonja Carlsson – dansös
- Caj Selling – dansör
- Jaap Flier – dansör
- Mario Mengarelli – dansör
- Hans Kjølaas – dansör
- Svante Lindberg – dansör
- Verner Klavsen – dansör
- Aloysius Valente – dansör
- Thor Zackrisson – dansör

## Mottagande
Filmen fick ett övervägande negativt mottagande, där framförallt manuset och dialogen kritiserades. Flera recensenter berömde dock Bibi Anderssons rollprestation.